# Olavinlinna
Olavinlinna (Olofsborg in svedese) è un castello medievale situato nella città di Savonlinna in Finlandia. Tra i meglio conservati di tutta l'Europa settentrionale, oggigiorno ospita il festival dell'opera, che dura un mese.
Fondato nel 1475 da Erik Axelsson Tott, governatore della città di Vyborg e delle Province Orientali, Olavinlinna fu dedicato a Olaf, un santo norvegese vissuto nell'XI secolo, e fu costruito allo scopo di proteggere il confine orientale dell'impero svedese.
I russi lo occuparono dal 1714 al 1721 e se ne riappropriarono nuovamente nel 1743 mantenendone il possesso fino al 1847.
Una curiosità sul metodo di pagamento dei soldati a difesa del castello: ricevevano cinque litri di birra al giorno e sette la domenica.